# Hugh Cholmondeley, 3. Baron Delamere
Hugh Cholmondeley, 3. Baron Delamere KCMG (* 28. April 1870 in Vale Royal, Großbritannien; † 13. November 1931 in Loresho, Kenia) war ein britischer Peer. Er war einer der ersten und einflussreichsten britischen Kolonisten in Britisch-Ostafrika (ab 1920 Kronkolonie Kenia).

## Frühe Jahre
Hugh Cholmondeley, 3. Baron Delamere, Sohn von Augusta Emily Seymour und Hugh Cholmondeley, 2. Baron Delamere, wurde während der Regierungszeit von Königin Victoria in der Grafschaft Cheshire geboren. Er war ein indirekter Nachkomme von Sir Robert Walpole, dem ersten Premierminister von Großbritannien. Über seine Kindheit ist nichts bekannt. Im Alter von 16 Jahren verließ er das Eton College mit der Absicht, in die British Army einzutreten, gab aber diese Bestrebungen auf, nachdem er im Alter von 17 Jahren der neue Baron Delamere wurde.

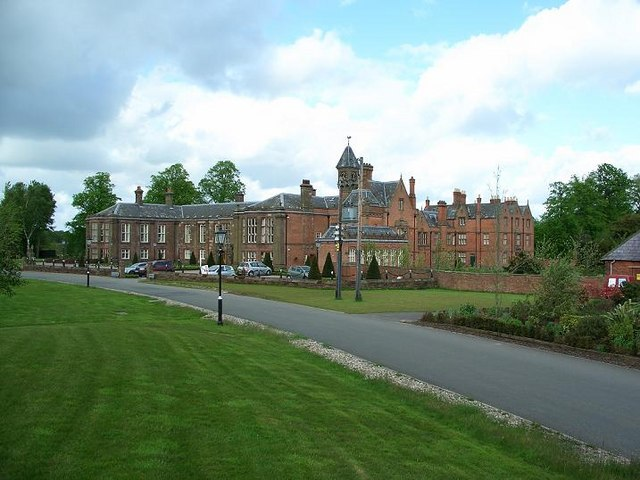
Vale Royal Great House, ehemaliger Sitz der Barons of Delamere – verkauft 1947

Er erbte ein beträchtliches Anwesen in Nordengland, einschließlich des Landes, das seit 1615 im Besitz der Familie Cholmondeley war – 7.000 Acres (28 km²) – und den Stammsitz in Vale Royal im County Cheshire.
Seine erste Reise nach Afrika unternahm er 1891 zur Löwenjagd in Britisch-Somaliland. Ab diesem Zeitpunkt kehrte er jährlich zur Jagd zurück. Dabei wurde er 1894 durch einen angreifenden Löwen schwer verletzt. Er kam mit dem Leben nur knapp davon, da sein somalischer Diener, Abdullah Ashur, der seine Waffen trug (gunbearer), eingriff. Ashur sprang auf den Löwen und gab ihm so die Zeit, seine Waffe abzufeuern. Als Folge dieses Angriffs humpelte Delamere für den Rest seines Lebens und entwickelte einen gesunden Respekt vor den Somalis.
Es wird angenommen, dass er auf einer dieser Löwenjagden in Somaliland den Begriff White Hunter prägte – den Begriff, der die professionellen Safarijäger in kolonialen Ostafrika beschreibt. In diesem Zusammenhang beschäftigte er den Berufsjäger Alan Black und einen einheimischen somalischen Jäger bei den Safaris. Um Verwechslungen zu vermeiden, bezeichnete er den Somali als Black Hunter und Black als White Hunter.
Als er 1896 wieder im Somaliland war, brach er mit einem Gefolge – darunter ein Arzt, ein Tierpräparator, ein Fotograf und 200 Kamelen – auf, mit der Absicht, die Wüste im südlichen Somaliland zu überqueren und Britisch-Ostafrika aus dem Norden zu erreichen. Sie erreichten 1897 das grüne Hochland im heutigen Zentralkenia.

## Britisch-Ostafrika/Kronkolonie Kenia

### Beginn
Er heiratete 1899 Lady Florence Anne Cole, eine Anglo-Irische Aristokratin aus einer prominenten Ulster-Familie. Sie war die Tochter von Lowry Cole, 4. Earl of Enniskillen, eines Peers, dessen Stammsitz Florence Court im Südwesten vom County Fermanagh in Nordirland lag. Das Paar versuchte bald, in die Gegend in Britisch-Ostafrika zu ziehen, die heute als the White Highlands in Kenia bekannt ist. Lord Delamere beantragte ursprünglich im Mai 1903 eine Landzuweisung durch die britische Krone, allerdings lehnte der Gouverneur des Protektorats, Sir Charles Eliot, dies mit der Begründung ab, dass das Land zu weit von jedem Bevölkerungszentrum lag. Sein nächstes Ersuchen betreffend 100.000 Acres (400 km²) in der Nähe des heutigen Naivasha wurde auch abgelehnt, da die Regierung der Ansicht war, dass die Ansiedlung durch einen kolonialen Farmer zu einem Konflikt mit den Massai führen könnte, die auf dem Land lebten. Der dritte Versuch eines Grundstückserwerbs war erfolgreich. Er erhielt einen 99-jährigen Pachtvertrag auf 100.000 Acres (400 km²). Das Land wurde Equator Ranch genannt. Es wurde vereinbart, dass er 200 Pfund Sterling jährlich an Pacht zahlen sollte und in den ersten fünf Jahren 5.000 Pfund Sterling auf dem Land investieren sollte. Lord Delamere erwarb 1906 eine große Farm in der Gilgil-Division hinzu, die mehr als 50.000 Acres (210 km²) umfasste und zwischen der Elmenteita Railway Station, den Elmenteita Badlands und der Mbaruk Railway Station lag. Dieses Land nannte er Soysambu. Zusammen machten ihn diese riesigen Besitzungen zu einem von Kenias Largemen – die lokale Bezeichnung für die Handvoll Kolonisten mit dem größten Landbesitz.

### Landwirtschaft
Unter den weißen Kolonisten in Kenia war Lord Delamere für seine völlige Hingabe an die Landwirtschaft bekannt. Viele Jahre lang lebte er in einfachen Hütten in einheimischem Stil aus Schlamm und Gras, die seine Ehefrau mit ihren britischen und irischen Möbeln einrichtete. Zwanzig Jahre lang bewirtschaftete er seine riesigen Ländereien durch Versuch, Irrtum und harte Arbeit. Dabei führte er endlose Experimente mit Getreide und Vieh durch. Im Laufe der Zeit erlangte er so ein unschätzbares Wissen das Land betreffend.
1905 war er noch ein Pionier in der Milchindustrie in Ostafrika sowie auf dem Gebiet der Tierkreuzung. Den Anfang machte er mit Schafen und Hühnern. Dann ging er zu Vieh über. Die meisten seiner eingeführten Tiere erlagen aber bald Krankheiten, wie der Maul- und Klauenseuche oder der Babesiose. In diesem Zusammenhang erwarb Delamere Ryeland-Schafböcke aus England, um diese mit 11.000 Massai-Mutterschafen zu kreuzen. 1904 importierte er 500 reinrassige Merino-Mutterschafe aus Neuseeland. Vier Fünftel der Merinoschafe verendeten schnell. Der restliche Bestand wurde zu seiner Ranch Soysambu gebracht sowie der verbleibende Bestand von den 1.500 importierten Rindern, die nicht der Lungenseuche zum Opfer fielen.
Schließlich entschied er sich, Weizen anzubauen. Auch dieses Vorhaben wurde von Krankheiten geplagt, insbesondere Rostpilzen. 1909 war er praktisch mittellos. Seine letzte Hoffnung lag auf einer 1.200 Acres (4,9 km²) großen Weizenernte, die sich nicht erfüllte. Die Autorin Elspeth Huxley kommentierte ihn trocken:

„I started to grow wheat in East Africa to prove that though I lived on the equator, I was not in an equatorial country.“

Lord Delamere baute schließlich ein Saatgutlabor für Weizen auf seiner Farm auf. Er beschäftigte Wissenschaftler, um widerstandsfähige Weizensorten für das kenianische Hochland zu erzeugen. Um sein Einkommen aufzubessern, versuchte er sogar Strauße wegen ihrer Federn zu züchten. Dafür importierte er Brutkästen aus Europa. Dieses Unterfangen scheiterte mit dem Aufkommen von Automobilen und dem Niedergang der Federhüte in der Mode. Lord Delamere war der erste Europäer, der Mais im Rongai Valley anzubauen begann, und errichtete die erste Getreidemühle in Kenia. 1914 begannen seine Unternehmungen schließlich, Gewinn zu generieren.

### Happy Valley Set
Er nahm bei der Besiedlung von Ostafrika eine aktive Rolle ein. Jedem neuen Kolonisten versprach er 640 Acres (2,6 km²). 200 Menschen reagierten schließlich auf seinen Ruf. In diesem Zusammenhang überredete er auch einige seiner Freunde unter dem britischen Landadel, Großgrundbesitz in Britisch-Ostafrika zu erwerben und dort zu leben. Ihm wird die Mitgründung des sogenannten Happy Valley Set zugesprochen, einer Clique von wohlhabenden britischen Kolonisten, deren vergnügungshungrige Gewohnheiten schließlich in Drogenkonsum und Frauentausch gipfelten. Dabei soll er auf seinem Pferd in den Speisesaal des Norfolk-Hotels in Nairobi geritten und über die Tische gesprungen sein. Er war auch dafür bekannt, Golfbälle auf das Dach des Muthaiga Country Clubs zu schlagen, dem Treffpunkt der weißen Elite von Nairobi, und dann darauf geklettert zu sein, um sie wieder zu holen.
Bei Ausbruch des Ersten Weltkrieges war er für den britischen Geheimdienst an der Massai-Grenze unterwegs, um die Bewegungen der deutschen Einheiten in Deutsch-Ostafrika zu überwachen. Während dieser Zeit empfing er bei sich zu Hause viele hochrangige offizielle Besucher, einschließlich des damaligen Under-Secretary of State for the Colonies Winston Churchill. Ferner war er der erste Präsident des East African Turf Club.

### Regierung
Lord Delamere verkörperte viele Widersprüche des engagierten ostafrikanischen Kolonisten. Persönlich war er vielen Afrikanern zugetan und genoss insbesondere die Gesellschaft der Massai. Dabei tolerierte er auch leicht ihre Gewohnheit, sein Vieh für ihre eigenen Herden zu stehlen. Auf der anderen Seite kämpfte er hart darum, die britische Vorherrschaft in der Kolonie zu erhalten. In diesem Zusammenhang schrieb er 1927 folgendes:

„The extension of European civilization was in itself a desirable thing. The British race... was superior to heterogeneous African races only now emerging from centuries of relative barbarism... the opening up of new areas by means of genuine colonisation was to the advantage to the world.“

Richard Meinertzhagen zitierte Lord Delamere folgendermaßen:

„I am going to prove to you all that this is a white man's country.“

Er saß im Legislative Council und im Executive Council. 1907 wurde er Präsident der Colonists’ Association. Errol Trzebinski schrieb folgendes über ihn:

„Delamere was the Rhodes of Kenya and the settlers followed him both politically and spiritually.“

Ein anderer zeitgenössischer und ehemaliger Kolonist schrieb mehr oder weniger das Gleiche:

„(His) ascendancy over the settlers of Kenya has been enjoyed long enough for him to expect all men – and women – to do his bidding, and do it promptly. He is their Moses. For 25 years he has been their guide.“

Beryl Markham, Flugpilotin und Autorin, stand Lord Delamere und seiner Ehefrau nahe. Sie beschrieb ihn folgendermaßen:

„Delamere had two great loves – East Africa and the Masai People. ... Delamere's character had as many facets as cut stone, but each facet shone with individual brightness. His generosity is legendary, but so is his sometimes wholly unjustified anger. ... To him nothing was more important than the agricultural and political future of British East Africa – and so, he was a serious man. Yet his gaiety and occasional abandonment to the spirit of fun, which I have often witnessed, could hardly be equalled except by an ebullient schoolboy.“

Seine Bemühungen, die kenianische Wirtschafts- und Rassenpolitik zu lenken – die oft gegen die pro-Afrika-Absichten des Colonial Office verstießen –, wurden durch seine einflussreichen Freunde zu Hause in Großbritannien unterstützt. Delamere und andere Kolonisten übten zuletzt starken Einfluss auf die kenianische Politik. Als Reaktion darauf verabschiedete die britische Regierung im Jahr 1923 das Devonshire White Paper, worin offiziell erklärt wurde, dass die Belange der Afrikaner in Kenia vorrangiger waren als die Bedürfnisse der Weißen.

## Vermächtnis
Lord Delamere verstarb im November 1931 im Alter von 61 Jahren. Er wurde von seiner zweiten Ehefrau, der ehemaligen Lady Charles Markham, geborene Gwladys Helen Beckett, Tochter von Rupert Eveleyn Beckett, überlebt. Seine Witwe, Gwladys, wurde der erste weibliche Bürgermeister von Nairobi. Bei dem Film Die letzten Tage in Kenya aus dem Jahr 1987, worin es um einen Mordfall in Kenia im Jahr 1941 ging, übernahm Susan Fleetwood ihre Rolle. 
Seinen Titel erbte sein Sohn Thomas aus seiner ersten Ehe. Darüber hinaus hinterließ er ein offenes Bankdarlehen in Höhe von 500.000 Pfund Sterling.
Die Sixth Avenue in Nairobi wurde ihm zu Ehren Delamere Avenue genannt. Außerdem wurde eine 8 Fuß große Statue von ihm gegenüber dem New Stanley Hotel errichtet.
Als Kenia 1963 seine Unabhängigkeit von Großbritannien erlangte, entschieden sich viele weiße Kolonisten, ihre Farmen zu verkaufen und das Land zu verlassen, anstatt sich einer afrikanischen Obrigkeit zu unterwerfen. Die Familie Delamere, dessen Oberhaupt Thomas Cholmondeley, 4. Baron Delamere zu der damaligen Zeit war, entschied sich stattdessen, zu bleiben und die kenianische Staatsbürgerschaft anzunehmen. Die Spuren von Delameres kolonialem Wirken wurden beseitigt. Die Delamere Avenue wurde zu Kenyatta Avenue umbenannt, und zwar nach dem ersten Präsidenten von Kenia Jomo Kenyatta. Die Statue von Delamere wurde auf das Familienanwesen Soysambu versetzt, wo diese in Richtung der Berge zeigt. Sie ist heute als Delamere’s Nose oder The Sleeping Warrior bekannt. Unter den Massai, zu denen Delamere als erster Europäer eine starke Beziehung aufbaute, wird seine Familie heute häufig als Diebe ihres Landes angesehen. Nach seinem Tod berichtete die Times, dass er einer von nur wenigen Europäern war, für den es wichtig war, die Massai-Sprache zu erlernen.
Eines der Restaurants im Norfolk Hotel Nairobi war jahrzehntelang als Lord Delamere Terrace bekannt.
Delamere tritt in den autobiografischen Erzählungen von Karen Blixen über Afrika auf. In der oscarprämierten Verfilmung Jenseits von Afrika aus dem Jahr 1985 wird er in einer Nebenrolle von Michael Gough gespielt.